# KD Ilirija
Košarkarski klub Ilirija košarkaški je klub sa sjedištem u Ljubljani. Klub se natječe u 1. A slovenskoj košarkaškoj ligi i u ABA ligi.

## Trofeji
- 1. A Slovenska košarkaška liga

Pobjednici: 1961., 1969., 1971., 1972., 1975., 1982.
- 2. B Slovenska košrkaška liga

Pobjednici: 2016./17., 2020./21.
- Slovenska treća liga

Pobjednici: 2015./16.
- Slovenska četvrta liga

Pobjednici: 2014./15.